# Туба
Ту́ба (итал.  и лат.  tuba — труба) — широкомензурный и самый низкий по звучанию медный духовой музыкальный инструмент. Басовая, самая низкая разновидность бюгельгорна.
Вместе с корнетами, альтами, тенорами и баритонами составляет основу духового оркестра, выполняя функцию основного басового голоса (одна из разновидностей басового инструмента, которым вместо тубы может быть сузафон или геликон). А также, вместе с трубами, тромбонами и валторнами входит в группу медных инструментов симфонического оркестра.

## История
Первоначально в качестве основного басового инструмента использовался серпент, однако он не давал медной группе хорошего и устойчивого баса.
Первые попытки создать новый медный духовой инструмент низкого регистра взамен серпента относятся ко второй четверти XIX века. В 1835 году немецкие мастера музыкальных инструментов Вильгельм Виприхт и Карл Мориц в ходе экспериментов с серпентами и басовыми офиклеидами создали басовый инструмент и назвали его туба. Из-за неудачных мензурных отношений и конструкции мастера забросили своё изобретение. Но патент на инструмент был получен 12 сентября 1835 года. Это был инструмент в строе in F с пятью вентилями.
Как и многие другие духовые инструменты, современным видом туба обязана бельгийскому музыкальному мастеру Антуану Жозефу Саксу, он же Адольф Сакс (1814—1894), более известному изобретением саксофона. Спустя несколько лет «немецкая недоделка» попала к нему. Он экспериментально подобрал инструменту нужные мензурные отношения, длину звучащего столба инструмента и добился превосходной звучности.
Впервые использована в составе симфонического оркестра на премьере оперы немецкого композитора Рихарда Вагнера «Летучий голландец» 20 января 1843 года, с тех пор заняла там прочное место. Опера была написана несколько ранее — в 1841 году. В настоящее время иногда можно встретить тубу и в более ранних партитурах, но это всего лишь поздние переложения или замена тубой её предшественников в оркестре — разнообразных серпентов и басового офиклеида.

## Виды

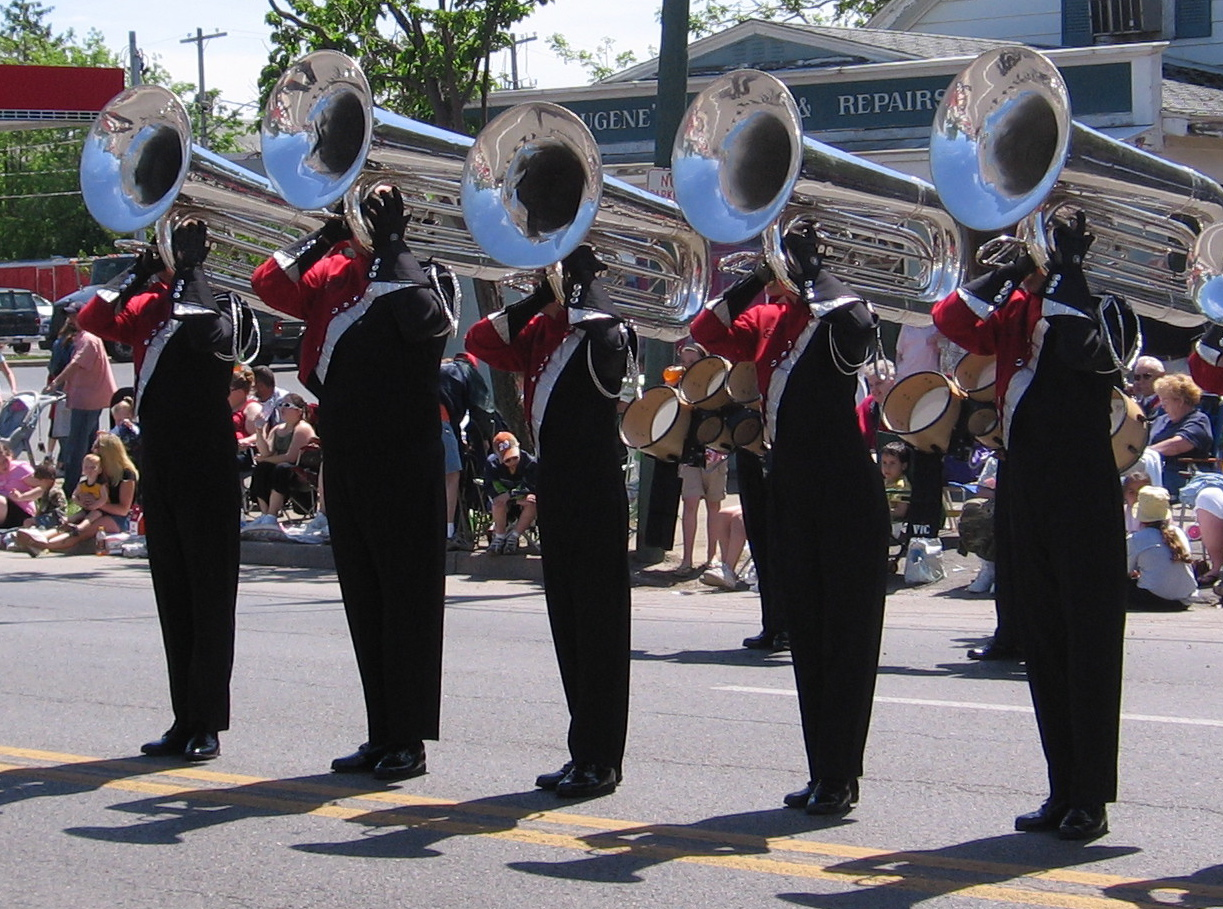
Игра на маршевых тубах в американском духовом оркестре

В России[значимость факта?] в духовом оркестре одновременно используются две тубы — басовая туба в строе Es / Ми-бемоль большой октавы (малый или первый бас) и контрабасовая туба в строе B / Си-бемоль контроктавы (большой или второй бас). В небольших оркестрах туба в строе Es может отсутствовать и заменяться либо второй тубой B, либо баритоном, если при этом достаточно голосов на звуки гармонии и басовый голос не отдаляется от нижнего голоса гармонии более чем на октаву, в крайнем случае на дециму (терцию через октаву).
Натуральный звукоряд тубы Es:
Натуральный звукоряд тубы B:
Примерный диапазон контрабасовой тубы (партитурное название) или у исполнителей тубы in B и in C (конкретного и чётко обозначенного диапазона туба, как и все медные, не имеет) — от С1 (до контроктавы) до f1 (фа первой октавы). Также широкое применение имеют тубы в строе Es и F, на которых к применимому диапазону добавляется ещё одна октава вверх, а также ввиду тембральных характеристик — на этих инструментах чаще всего исполняются сольные произведения.
Тубы контрабасовая in B и басовая in Es — нетранспонирующие инструменты, поэтому ноты для неё пишутся в басовом ключе соответственно действительному звучанию и со знаками в ключе. В западной традиции присутствует практика записи нот для туб некоторых строев с транспонированием, иногда даже в скрипичном ключе.
Существует также басовая туба в строе F / Фа большой октавы и контрабасовая туба C / До большой октавы.
В состав медной группы симфонического оркестра входит только туба B.

## Описание
Туба обладает суровым, массивным тембром в нижнем регистре, плотным и насыщенным в среднем регистре, а также мягким и певучим тембром в верхнем.
Верхний регистр инструмента звучит певуче и мягко, немного похож на валторновый. В случае использования контрабасовых инструментов (in B, in C) верхний регистр звучит слегка сдавленно. Этот регистр представляет собой большую сложность в исполнении и требует полноценных ежедневных тренировок. У многих исполнителей исполнение нот крайнего верхнего регистра затруднено, но очень часто прекрасный нижний регистр компенсирует этот недостаток.
Благодаря механизму вентилей или помп, туба является технически подвижным инструментом (что не относится, однако, к самым крайним регистрам), однако в быстрых гаммообразных диатонических и хроматических пассажах, а также в арпеджио интонация тубы становится невнятной (в случае применения контрабасовой тубы в строе си-бемоль), но в случае применения сольной тубы F технические и интонационные возможности значительно возрастают.
На тубе применяются вентильные трели; кроме того, возможно извлечь несколько трелей губами в верхнем регистре.

## В классической музыке
В симфоническом оркестре применяется, как правило, одна, реже две или, ещё реже, три тубы. Туба обычно играет роль баса в группе медных инструментов. В партитуре партия тубы пишется ниже других инструментов этой группы, часто на одной строчке с партией бас-тромбона.
Туба — самое последнее пополнение классического состава симфонического оркестра. С введением этого инструмента завершилось формирование симфонического оркестра.
Примеры произведений для тубы:
- Ральф Воан-Уильямс — Концерт для тубы с оркестром;
- Отто Шмидт — Концерт для тубы с оркестром;
- Пауль Хиндемит — Соната для тубы и фортепиано;
- Алексей Лебедев — Концерт для тубы и фортепиано.
- Юрий Ханон — «Мерцающие девицы» для тубы и певицы вокальный цикл (1991)
- Андрей Эшпай — Концерт для тубы в сопровождении струнного оркестра и медных духовых инструментов (2001)
- Виталий Буяновский — Музыка для тубы соло и ансамбля туб[8]

Сольные фрагменты:
- Модест Мусоргский — «Картинки с выставки» (в оркестровке М.Равеля), часть IV «Быдло»;
- Джордж Гершвин — «Американец в Париже»;
- Густав Малер — Симфония № 1
- Игорь Стравинский — балет «Петрушка»;
- Альфред Шнитке — «Гоголь-сюита», часть IV «Бал»
- Сергей Слонимский — Симфония № 9.
- Густав Холст — Сюита «Планеты», Оп.32, Марс — бог войны.